# Neseuterpia curvipes
Neseuterpia curvipes là một loài bọ cánh cứng trong họ Cerambycidae.